# Egyptská revoluce 1952
Egyptská revoluce z roku 1952 je označení pro svržení Egyptského království pod vládou dynastie Muhammada Alího a nastolení Egyptské republiky. Revoluce vypukla vojenským státním převratem, který dne 23. července provedlo Hnutí svobodných důstojníků pod velením Muhammada Nadžíba a Gamála Násira.
Po státním převratu následovalo zavedení republiky, zrušení privilegií aristokracie, vytlačení britských vojsk z území Egypta a zajištění nezávislosti Súdánu ze státního útvaru Kondominium Anglo-egyptský Súdán. Nová vojenská vláda fungovala na principech arabského nacionalismu, antiimperialismu a nezúčastněnosti na studené válce.
Revoluční dění odsoudily Spojené království, které předtím Egypt okupovalo od roku 1882, a Francie, která se obávala destabilizace kolonií v severní Africe a Arabském světě. Revoluční Egypt současně významně navýšil podporu pro Palestince v konfliktu s Izraelem. Napětí mezi státy eskalovalo v roce 1956 během suezské krize, jejíž rozbuškou bylo znárodnění Suezského průplavu Násirem. Egypt sice vojensky prohrál, ale i díky tlaku USA na země provádějící invazi, což vedlo k jejich stažení z Egypta, zaznamenal politické vítězství, včetně kontroly nad průplavem. Stal se tím vzorem pro revoluční hnutí v arabských zemích.
V ekonomickém pohledu došlo po revoluci k agrární reformě a masivní industrializaci země. To dále vedlo k zlepšení infrastruktury a urbanizaci. V šedesátých letech se hlavní ideologií země stal arabský socialismus, což vedlo k zavedení plánovaného hospodářství. Revoluce ovšem nastolila také svým způsobem diktaturu, jelikož docházelo k omezování politických stran a k represím kritiků režimu. Reformy a rozvolnění začal provádět až prezident Anvar as-Sádát v sedmdesátých letech.

## Pozadí
Od začátku 19. století vládl Egyptu Muhammad Alí Paša jako chediv. Egypt byl v té době provincií Osmanské říše, nicméně Muhammad Alí si vydobyl jistou samostatnost. V dvacátých letech 19. století Muhammad Alí pro Osmanskou říši dobyl Súdán (respektive Sennarský sultanát a Dárfúrský sultanát). Založil tak dynastii Muhammada Alího. Jeho následovníci Abbás paša a Saíd paša poté modernizovali Egypt. Za vlády druhého zmíněného došlo k zahájení výstavby Suezského průplavu. Koncem 19. století vládl Ismá'íl Paša, který provedl další modernizaci a podporoval rozvoj egyptské inteligence (tzv. efendi).
Koncesi na výstavbu Suezského průplavu získala francouzská společnost Compagnie universelle du canal maritime de Suez, která také vlastnila menšinový podíl. Většinový podíl měl vládce Egypta a to až do sedmdesátých let 19. století, kdy rychle rostoucí náklady na modernizaci země přiměly Ismá'íla Pašu k odprodeji egyptského podílu Spojenému království. Spojené království se ovšem nespokojilo jen s tímto a začalo se do věcí Egypta vměšovat. Britové odstavili od moci Ismá'íla Pašu ve prospěch jeho syna, který měl být pouze loutkovým vládcem. Posilování vlivu Britů v Egyptě vedlo egyptského nacionalistu Ahmeda Urabiho k neúspěšnému povstání. Britové na tento vývoj reagovali vojenskou invazí. V roce 1882 vedli úspěšnou anglo-egyptskou válku a de facto začali spravovat zemi. To bylo dokončeno v roce 1914, když se z Egypta stal britský protektorát. Již v roce 1899 donutili britové egyptského vládce Abbáse II. Hilmího, aby vyčlenil Súdán z Egypta a vytvořil kondominium Anglo-egyptský Súdán.
Po první světové válce (a rozpadu Osmanské říše) egyptští nacionalisté požádali Brity, aby mohli vyslat delegaci na Pařížskou mírovou konferenci, kde by jednali o nezávislosti Egypta. Britové odmítli, což vedlo k posílení antibritských nálad a k egyptské revoluci z roku 1919. V roce 1922 byli Britové donuceni odsouhlasit formální egyptskou nezávislost a vznikla konstituční monarchie Egyptské království. Britové si ale udrželi vládu nad Súdánem a kontrolu nad Suezským průplavem a obchodem v Egyptě. Hlavní egyptskou politickou silou této éry byla politická strana Wafd. V roce 1928 bylo založeno panislamistické Muslimské bratrstvo, které také chtělo ukončit britskou přítomnost v Egyptě a dojít ke kompletní nezávislosti, nicméně na islámských principech. Z antiimperialistických pozic Brity kritizovala Komunistická strana Egypta založená v roce 1921. Té se vedle toho nelíbily velké sociální nerovnosti v monarchii. Celkově se tedy úsilí o plnou nezávislost značně radikalizovalo.

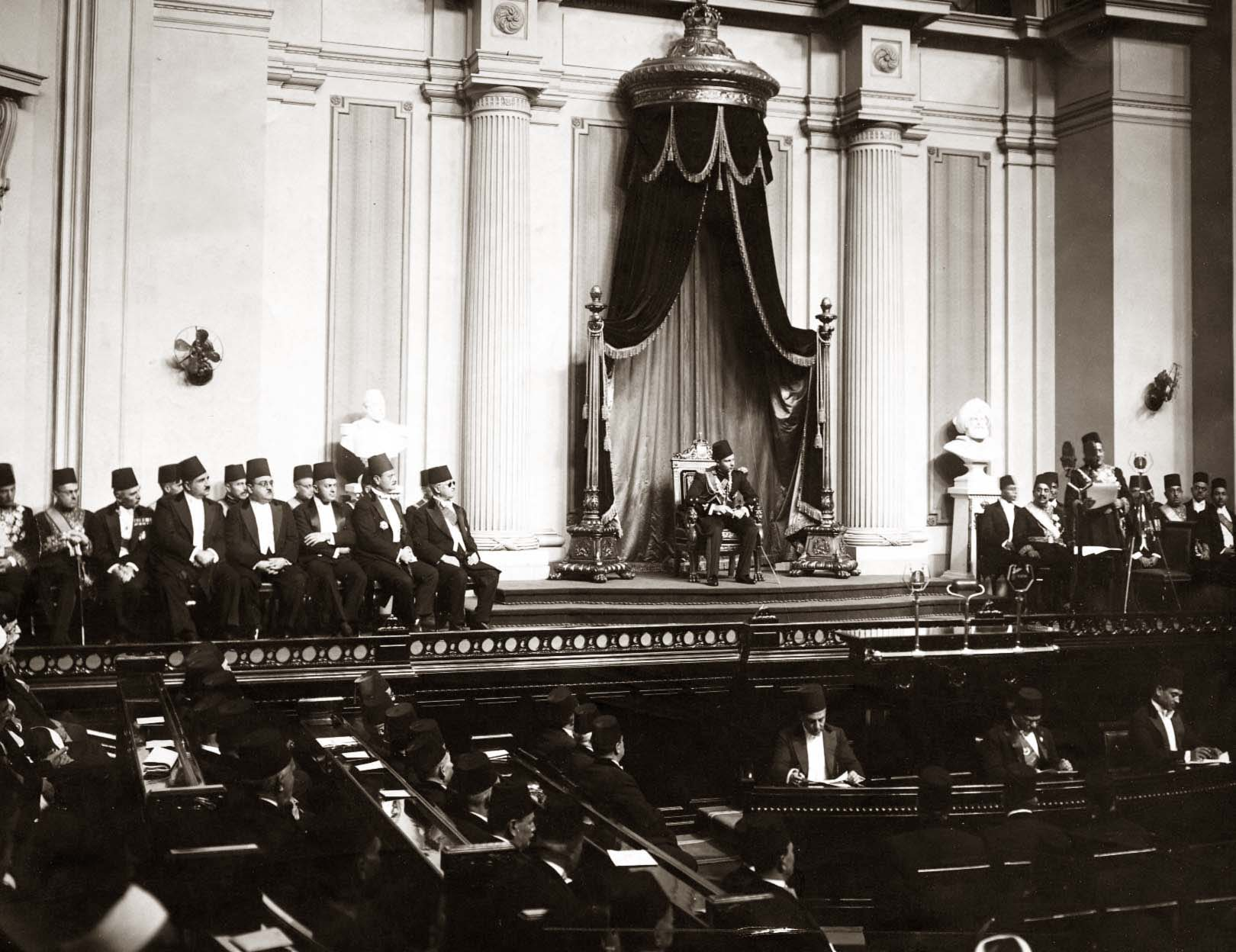
Král Farúk I. v egyptském parlamentu (cca 1937)

Během druhé světové války byl Egypt formálně neutrálním územím, nicméně sloužil jako základna pro operace Spojenců (viz druhá světová válka v Africe). V roce 1945 proběhly v Egyptě nepokoje, které začaly jako antisemitský protest (a posléze pogrom) uspořádaný fašizující stranou Mladoegypťanů a Muslimským bratrstvem na výročí kritizované Balfourovy deklarace. O rok později se konaly rozsáhlé studentské demonstrace. Britský ministr zahraničí Ernest Bevin byl tímto donucen s egyptskou vládou jednat. Jednání ale selhala na klíčových bodech nadvlády nad Súdánem a Suezským průplavem. Po konci války se egyptské vojenské jednotky zapojily do občanské války v mandátní Palestině a poté do první arabsko-izraelské války. Egypt ve válce získal jen dnešní Pásmo Gazy, ve kterém vytvořil Všepalestinský protektorát. Této války se zúčastnil také tehdy mladý důstojník Gamál Násir.

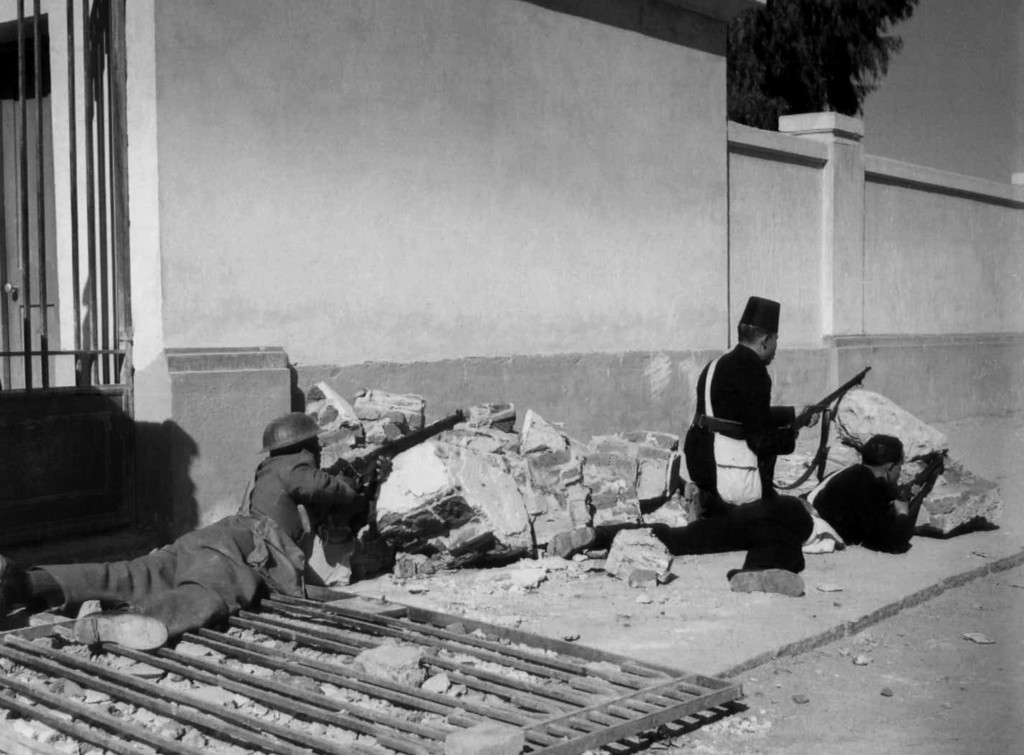
Egyptská policie bojuje s britskými vojáky v bitvě o město Ismailia (1952)

V roce 1950 naposledy vyhrála volby strana Wafd. Jelikož její sláva začala v roce 1922, pro mladší generaci již nepůsobila dostatečně revolučně. Mladí Egypťané začali tíhnout k arabskému socialismu, islámskému socialismu nebo ke komunismu. Situace ve zkorumpovaném království se stávala kritickou a Američané se začali obávat možné komunistické revoluce. I proto CIA spustila Projekt FF, ve kterém chtěla donutit krále Farúka I. učinit žádané reformy, aniž by země sklouzla k socialismu. Tlak na Brity rostl, ale ti se nechtěli strategického Suezského průplavu vzdát. Strana Wafd proto v roce 1951 vypověděla anglo-egyptskou smlouvu z roku 1936. To vedlo k nové vlně antibritských demonstrací, které se postupně proměnily v lokální partyzánské války. Nepokoje rostly a vláda ztrácela nad radikalizovanými skupinami studentů, socialistů a islamistů kontrolu. V lednu 1952 britští vojáci přikázali odzbrojit policii ve městě Ismailia. Ta to odmítla a následně se odehrála bitva o město, ve které padlo přes padesát Egypťanů. To vyvolalo násilné nepokoje v Káhiře (také známé jako „černá sobota“), kde dav zapálil kolem 750 obchodů v zahraničním vlastnictví. Vláda reagovala vyhlášením stanného práva v celé zemi a nočním zákazem vycházení v Káhiře. Nicméně bylo zřejmé, že vláda strany Wafd ztratila kontrolu a druhého dne padla. Mezi koncem ledna a červencem 1952 se vystřídaly tři další vlády, které všechny selhaly v úkolu nastolit pořádek. Ve stejné době byl prezidentem klubu armádních důstojníků zvolen generál Muhammad Nadžíb. S ním otevřeně rostla nespokojenost armády s vládou. Ta se snažila Nadžíba naklonit na svou stranu a v červenci 1952 mu nabídla post ministra války. Nadžíb ovšem odmítl, počemž došlo k pádu vlády.

## Hnutí svobodných důstojníků
Generál Muhammad Nadžíb a plukovník Gamál Násir byli vůdci tajné revoluční armádní buňky nazvané Hnutí svobodných důstojníků. Ta se utvořila na konci čtyřicátých let, kdy někteří důstojníci armády nelibě sledovali trvající britskou nadvládu v zemi a například potlačení sebeurčení Palestinců v Brity spravované mandátní Palestině. Odvahu plánovat vojenský převrat jim dodal vojenský převrat v Sýrii v roce 1949. Šlo o tajnou konspirační skupinu, která často neznala velící členy. Noví členové skládali přísahu s jednou rukou na Koránu a s druhou na revolveru.

## Průběh převratu

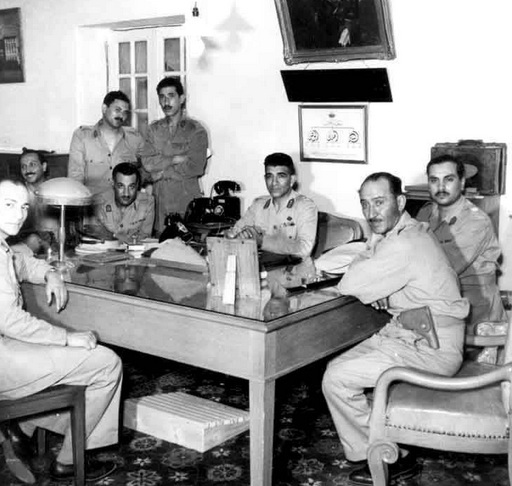
Členové Hnutí svobodných důstojníků (1953)

Hnutí svobodných důstojníků začalo plánovat převrat na jaře 1952. Původně ho chtěli uskutečnit v srpnu, ale události je donutily plán zrychlit. V polovině července totiž král Farúk nařídil rozpustit důstojnický klub, což v pučistech vyvolalo obavu z odhalení a zatčení. Dne 23. července brzy ráno vjely pěchotní jednotky do Káhiry. Obsadily kasárna, velící štáb a zablokovaly příjezdové cesty do města. V 7:30 ráno nechali pučisté rozhlasem vysílat první prohlášení o konání převratu včetně jeho zdůvodnění. Četl ho jeden z pučistů – Anvar as-Sádát. V prohlášení se pokusili převrat legitimizovat obviněním vlády z korupce a neschopnosti zajistit stabilitu v zemi. Do večera pučisté prohlásili, že převrat byl úspěšný.
Král Farúk se snažil obrátit na Brity i Američany o pomoc, ale ani jedni mu na jeho volání neodpověděli. Dne 25. července pučisté dokončili obléhání Alexandrie, kde král sídlil v paláci Montaza. Farúk poté palác opustil a utekl do jiného sídla ve městě, které bylo na pobřeží. Útěk po moři mu byl ovšem armádou znemožněn. Pučisté se během toho domlouvali, co udělají s králem Nadžíb a Násir preferovali exil, ovšem jiní žádali popravu. Nakonec se dohodli, že Farúk bude muset abdikovat ve prospěch svého právě narozeného syna, korunního prince Fuada II. Fakticky tedy měli vládnout jmenovaní regenti. Farúk byl vyhoštěn do exilu, když 26. července, v doprovodu armády, opustil zemi a doplul do Itálie.

## Konsolidace moci

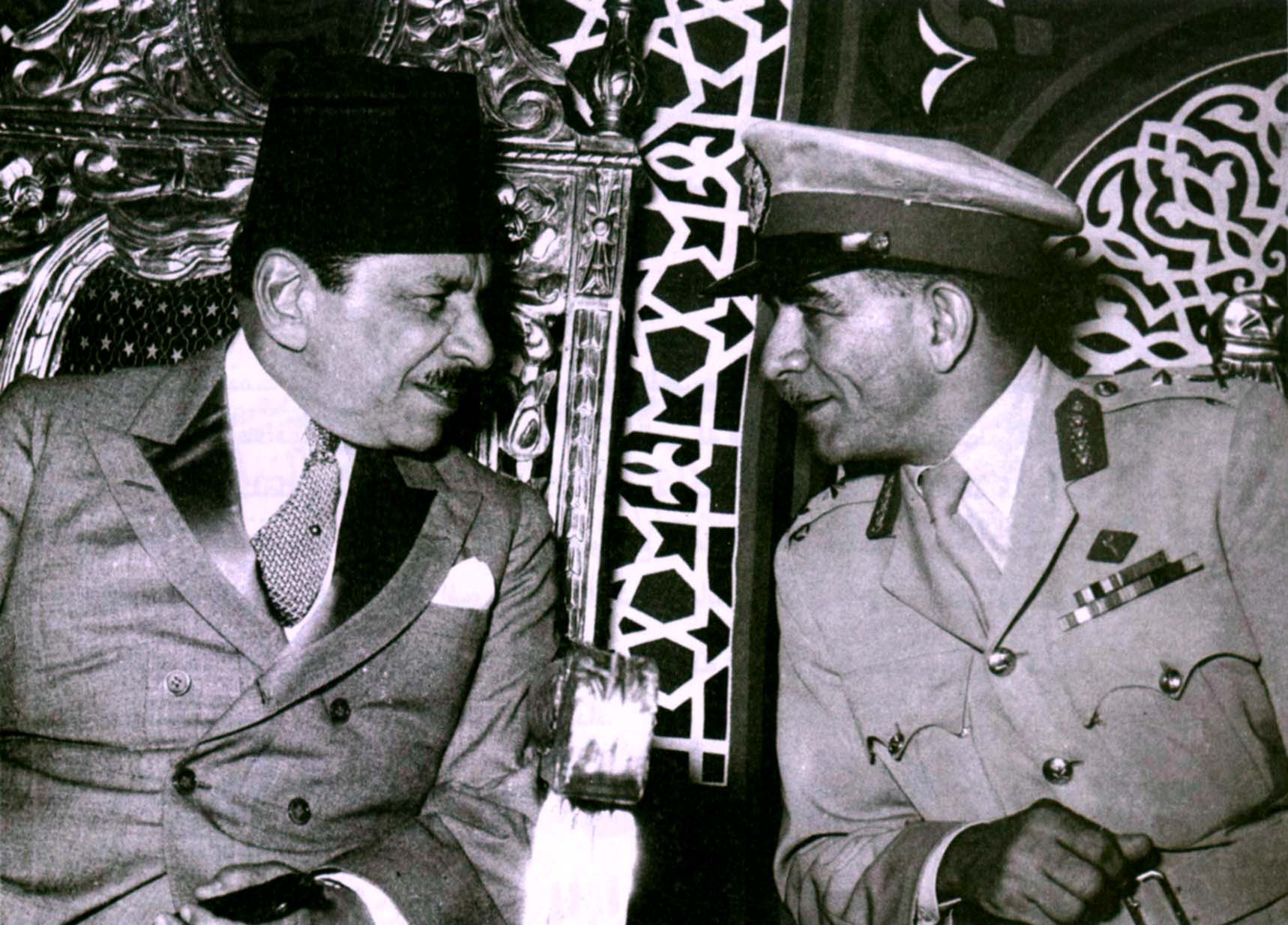
Předseda vlády Alí Maher a předseda Revoluční rady Muhammad Nadžíb (1952)

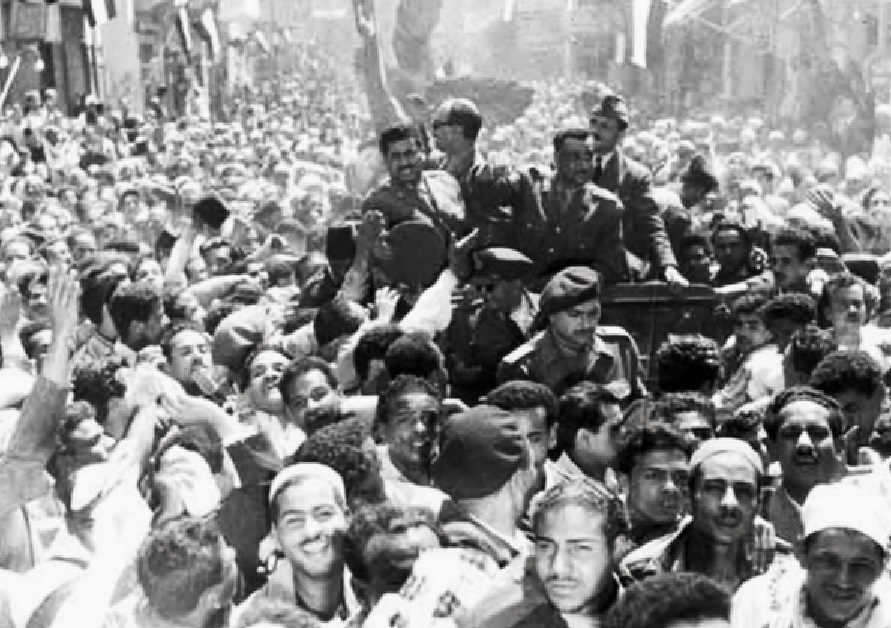
Reakce lidí na příjezd členů Hnutí svobodných důstojníků do Káhiry (1953)

Po úspěchu převratu zřídili pučisté Revoluční velící radu. Předsedou se stal Nadžíb. Regenty byli jmenováni princ Muhammad Abdel Moneim, Bahí El-Dín Barakat Paša a plukovník Rašád Mehanna.
Revoluční rada si vytyčila šest základních cílů:
1. odstranění imperialismu a jeho kolaborantů;
2. konec feudalismu;
3. konec monopolního systému;
4. nastolení sociální spravedlnosti;
5. vybudování silné národní armády;
6. nastolení zdravého demokratického systému.

Revoluční rada původně odmítla překotně zrušit monarchii. Potřebovali základní funkční strukturu, ve které provedou reformy. Zejména chtěli odstranit soupeření politických stran a ukončit občanské nepokoje. Ačkoliv revoluční rada nebyla marxistická, vycházeli ze socialistických principů rovnosti. Její první reformy byly spíše symbolické, za to ale populistické. Došlo například k omezení benefitů poslanců, zabavení služebních vozů nebo zakázání čestných titulů bej a paša. Další reformy byly ekonomické – rada zvýšila platy vojáků, snížila nájmy a provedla daňovou reformu. Klíčovou se ukázala plánovaná pozemková reforma, u které ovšem představy junty narazily na jí zřízenou civilní vládu. V září byl předseda vlády Alí Maher odvolán a došlo k zatčení 64 politiků. Poté došlo k přijetí pozemkové reformy dle instrukcí junty. Novým předsedou vlády se stal Nadžíb (kterého začali podporovat Američané, kteří se stále obávali zvrácení situace do komunistické revoluce). Nová vláda ještě během září rozpustila všechny politické strany. Nešlo ovšem ještě o zákaz. Strany mohly požádat o nové povolení činnosti, které schvalovala junta. Například strana Wafd se snažila o obnovu a obrátila se i na soud, nicméně junta byla proti. V lednu 1953 i proto junta nechala zakázat všechny politické strany a vládcem země byl na tři roky jmenován Nadžíb. Juntu kritizovali socialisté a komunisté, jednak nejdříve za prvotní zachování monarchie, dále za neschopnost navýšit platy dělníků a nakonec za zákaz politických stran. Nová ústava byla sekulární, což pobouřilo Muslimské bratrstvo, které následně pořádalo demonstrace. V lednu 1954 proto došlo k zákazu Muslimského bratrstva.
V únoru 1953 Nadžíb jmenoval ústavodárnou komisi, která v březnu navrhla zavedení republiky. Do června se z Egypta stala republika a Nadžíb byl jmenován jejím prezidentem. V září 1953 byl zřízen tříčlenný revoluční tribunál, ve kterém zasedli pučisté Abdel Baghdádí, Anvar as-Sádát a Hasán Ibráhím. Tribunál si dal za cíl odstranit kolonialismus a imperialismus v Egyptě. Všichni, kteří spolupracovali s bývalými kolonizátory, byli považováni za zrádce. Následně došlo k zatýkání dalších politiků a k politickým procesům.
V roce 1956 nahradil ve funkci prezidenta Nadžíba Gamál Násir. Ten přijal novou ústavu, která zaváděla prezidentský režim. Současně poprvé udělila volební právo také ženám. V roce 1957 ustanovil jedinou povolenou politickou stranu – Národní svaz. Tím došlo ke konsolidaci moci. Ačkoliv měl režim vnitřní opozici, spojujícím faktorem zůstával boj proti Britům a imperialismu.